# بيتر ليزلي
بيتر ليزلي (24 فبراير 1947 في أستراليا - ) (بالإنجليزية: Peter Leslie)‏ هو لاعب كريكت أسترالي.

## وصلات خارجية
- بيتر ليزلي على موقع إي آس بي آن كريك إنفو (الإنجليزية)